# Irmtraud Morgner
Irmtraud Elfriede Morgner, més coneguda com a Irmtraud Morgner, (Chemnitz, 22 d'agost de 1933 - Berlín, 6 de maig de 1990) va ser una escriptora comunista alemanya, enquadrada en el realisme socialista i el feminisme marxista.

## Trajectòria
Va ser filla d'un maquinista. L'any 1952, després de superar l'Abitur a Chemnitz, va estudiar germanística i ciència de la literatura a la Universitat de Leipzig fins 1956. Des de 1956 fins 1958 va ser col·laboradora a la redacció de la revista Neue Deutsche Literatur. Des de 1958 va viure com a escriptora independent a Berlín.
Després d'algunes obres enquadrades dins del realisme socialista, l'any 1968 va assolir l'èxit amb la novel·la Hochzeit in Konstantinopel, en la qual va aconseguir fer una barreja entre fantasia i realitat quotidiana des d'una perspectiva feminista, que es va convertir en el seu senyal d'identitat. Posteriorment va publicar les novel·les Leben und Abenteuer der Trobadora Beatriz i Amanda, que van tenir una gran acollida entre els lectors de la República Democràtica Alemanya i de la República Federal d'Alemanya. A la dècada de 1980 va tenir l'oportunitat de viatjar a altres Estats occidentals, com ara els Estats Units d'Amèrica o Suïssa, on va donar unes conferències a la Universitat de Zúric. També va contribuir amb el capítol «Witch Vilmma's invention of speech-swallowing» a l'antologia Sisterhood Is Global: The International Women's Movement Anthology, editada l'any 1984 per Robin Morgan.
Va ser membre de la junta directiva de la Deutscher Schriftstellerverband, una associació professional d'escriptors de la RDA. Entre 1972 i 1977 va estar casada amb l'escriptor Paul Wiens, que era col·laborador informal de la Stasi, i va proporcionar informes sobre ella. Morgner va ser diagnostica de càncer l'any 1987 i, després de rebre nombroses operacions durant el final de la dècada de 1980, va morir a Berlín el 6 de maig de 1990.

## Premis

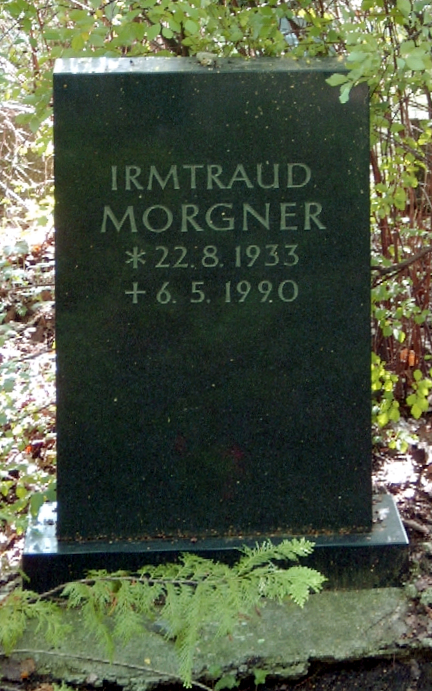
Tomba de Morgner al Zentralfriedhof Friedrichsfelde de Berlín.

- 1975: Premi Heinrich Mann[1][6]
- 1977: Premi Nacional de la RDA[1]
- 1985: Premi Roswitha[1]
- 1989: Premi Literari Kassel[1]

## Obres
- Das Signal steht auf Fahrt (1959)
- Ein Haus am Rand der Stadt (1962)
- Hochzeit in Konstantinopel (1968)
- Gauklerlegende (1970)
- Die wundersamen Reisen Gustavs des Weltfahrers (1972)
- Leben und Abenteuer der Trobadora Beatriz nach Zeugnissen ihrer Spielfrau Laura (1974)
- Geschlechtertausch (1980, amb Sarah Kirsch i Christa Wolf)
- Amanda. Ein Hexenroman (1983)
- Die Hexe im Landhaus (1984)
- Der Schöne und das Biest. Eine Liebesgeschichte (1991)
- Rumba auf einen Herbst (1992)
- Das heroische Testament (1998)
- Erzählungen (2006, recopilatori pòstum)